# Котов, Алексей Алексеевич
Алексе́й Алексе́евич Ко́тов (род. 28 марта 1966, Москва, СССР) — российский гидробиолог, зоолог и палеонтолог. Доктор биологических наук, профессор РАН (2016), член-корреспондент РАН (2016).

## Биография
Родился в 1966 году в Москве.
Окончил биологический факультет МГУ (1991). Кандидат биологических наук (1998), доктор биологических наук (2007); обе диссертации защитил в Институте проблем экологии и эволюции (ИПЭЭ) им. А. Н. Северцова РАН.
В 1991—1994 гг. работал инженером в Институте глобального климата и экологии РАН (Москва). С 1994 года по настоящее время — сотрудник ИПЭЭ, где последовательно занимал должности ведущего инженера (1994—1996), младшего научного сотрудника, научного сотрудника и — с 2008 года — ведущего научного сотрудника.

## Общественная позиция
В феврале 2022 года подписал открытое письмо российских учёных и научных журналистов с осуждением вторжения России на Украину и призывом вывести российские войска с украинской территории.

## Научная деятельность
А. А. Котов — учёный-гидробиолог, зоолог и палеонтолог, работающий над решением фундаментальных проблем исторической экологии водных экосистем, механизмов формирования локального биоразнообразия континентальных водоёмов (включая проблему инвазий чужеродных видов), биогеографии, филогеографии, микро- и макроэволюции, а также инвентаризации современного и прошлого разнообразия гидробионтов, преимущественно на примере ветвистоусых ракообразных — ключевых элементов пресноводных сообществ, важнейших объектов современной популяционной экологии, токсикологии, палеолимнологии и промышленного разведения в аквакультуре.
Автор около 200 публикаций, в том числе 5 монографий и глав в монографиях, 185 научных статей в рецензируемых изданиях (145 из которых — в журналах, входящих в систему Web of Science Core Collection).

## Педагогическая деятельность
Ведёт преподавательскую работу, руководитель 3 аспирантов и 3 соискателей, а также консультант при написании 2 докторских диссертаций. Неоднократно приглашался для чтения лекций и для проведения совместных работ в США, Мексику, Южную Корею, Таиланд.

## Научно-организационная деятельность
- Генеральный Секретарь Международного союза биологических наук (IUBS);
- член Координационного механизма программы «Глобальная Таксономическая Инициатива» (GTI) в рамках Конвенции о Биологическом разнообразии ЮНЕП;
- Бывший Член Президиума ВАК при Министерстве образования и науки РФ (выведен из состава ВАК в 2019 г. по ротации);
- Академический редактор журнала «Scientific Reports»;
- Член редколлегии журнала «Invertebrate Zoology» (Москва);
- Ассоциированный Редактор журнала «Biologia» (Братислава).